# Prêmio Gold Derby
Os Prêmios Gold Derby (ou Gold Derby TV e Film Awards) é uma cerimônia anual de premiação que tem como foco principal as realizações na televisão e no cinema. A apresentação dos prêmios começou em 2004.
A cerimônia é focada em programas publicados ou transmitidos durante o ano, normalmente antes do Emmy Awards. Os vencedores são selecionados inteiramente por escrito pelos membros.